# Schloss Spycker

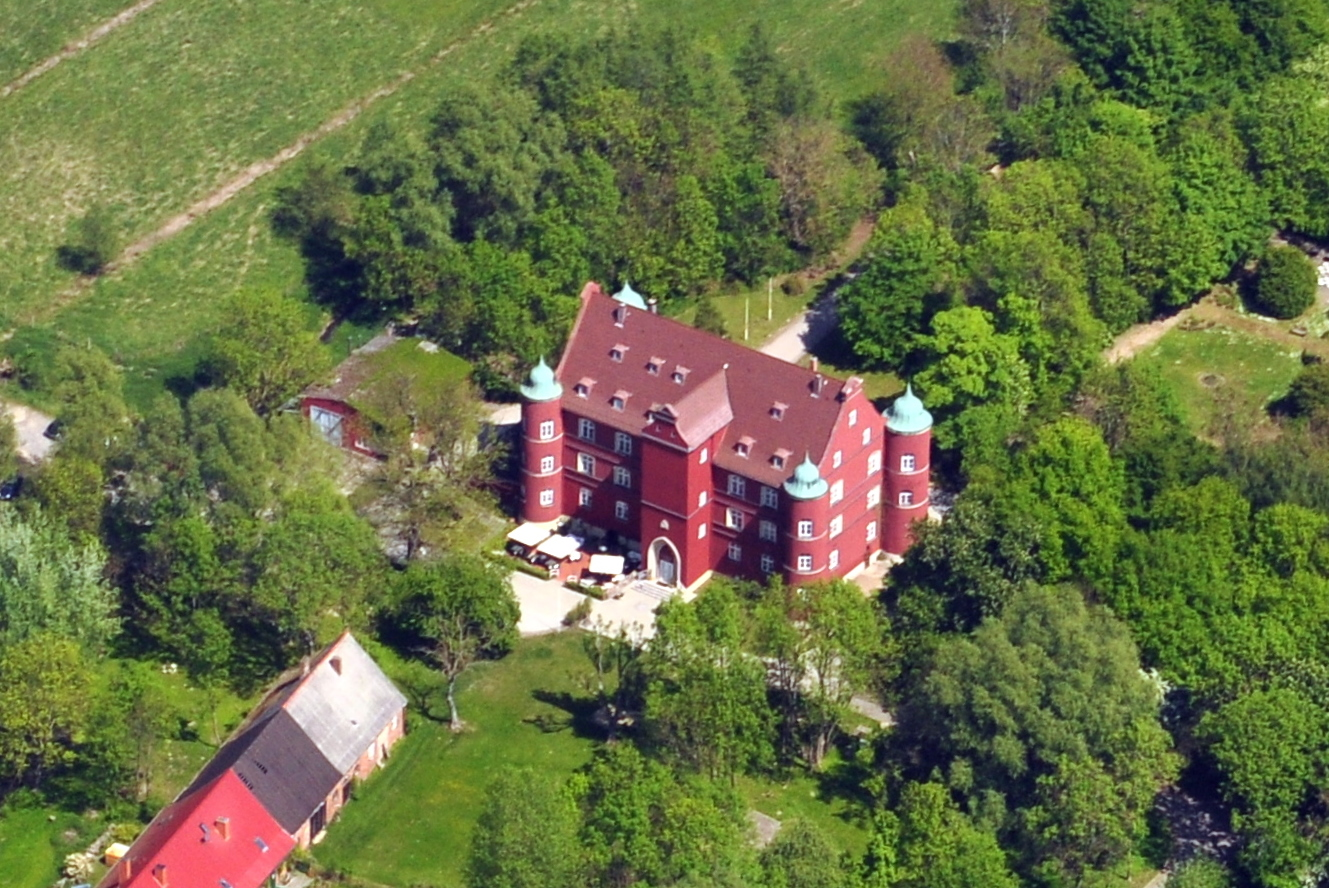
Schloss Spyker aus der Luft

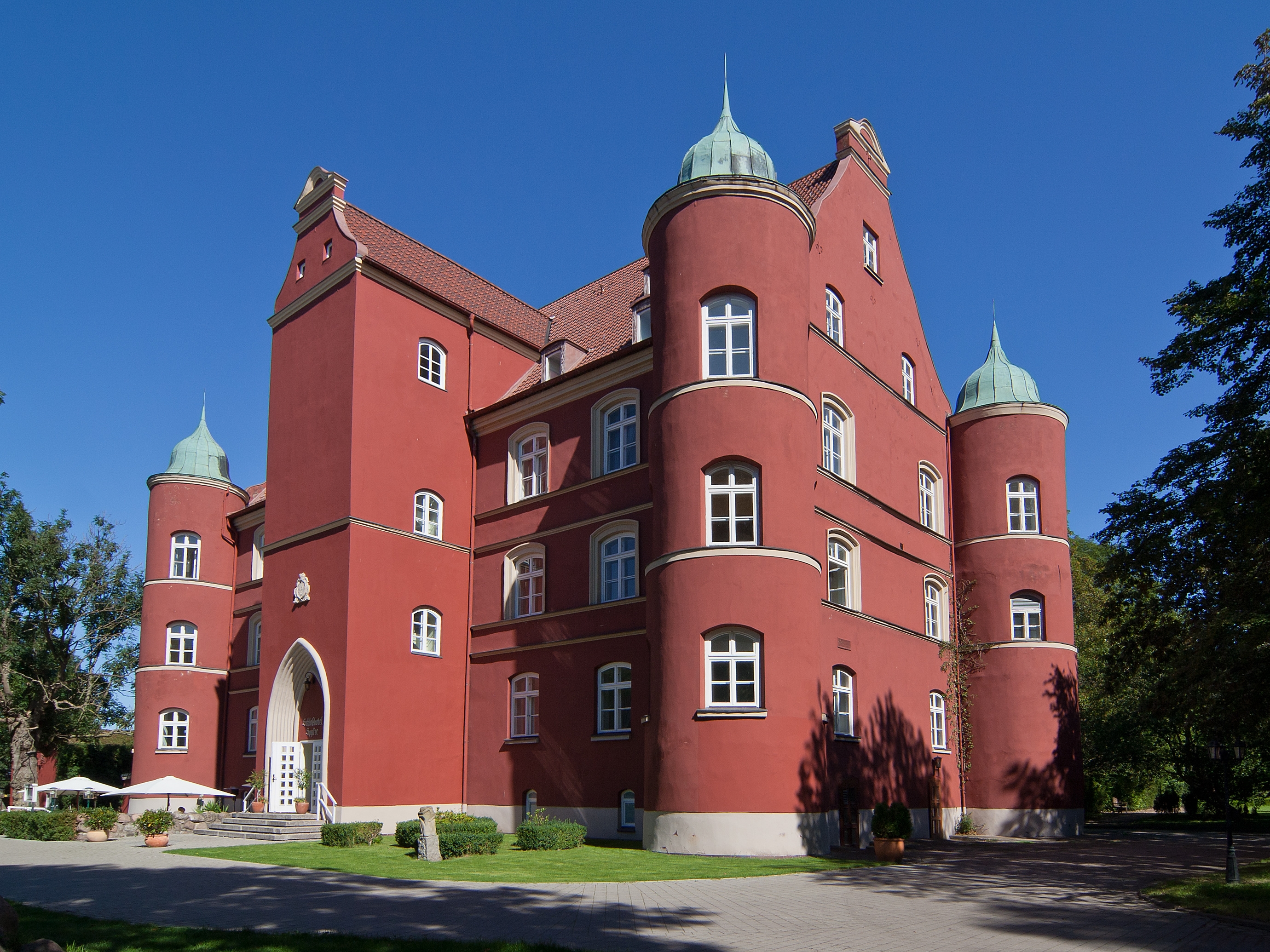
Schloss Spyker

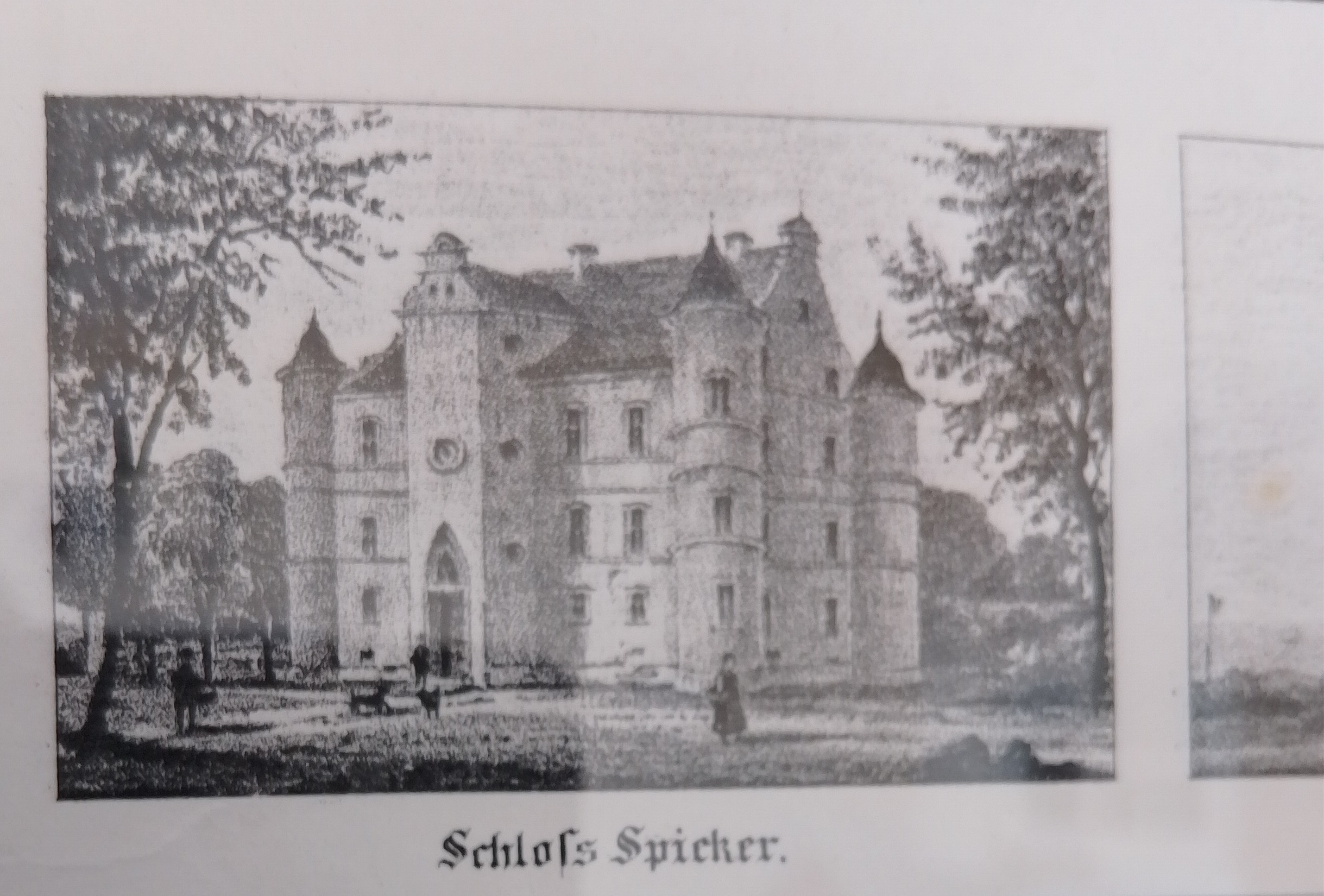
Schloss Spyker (Stich von vor 1877)

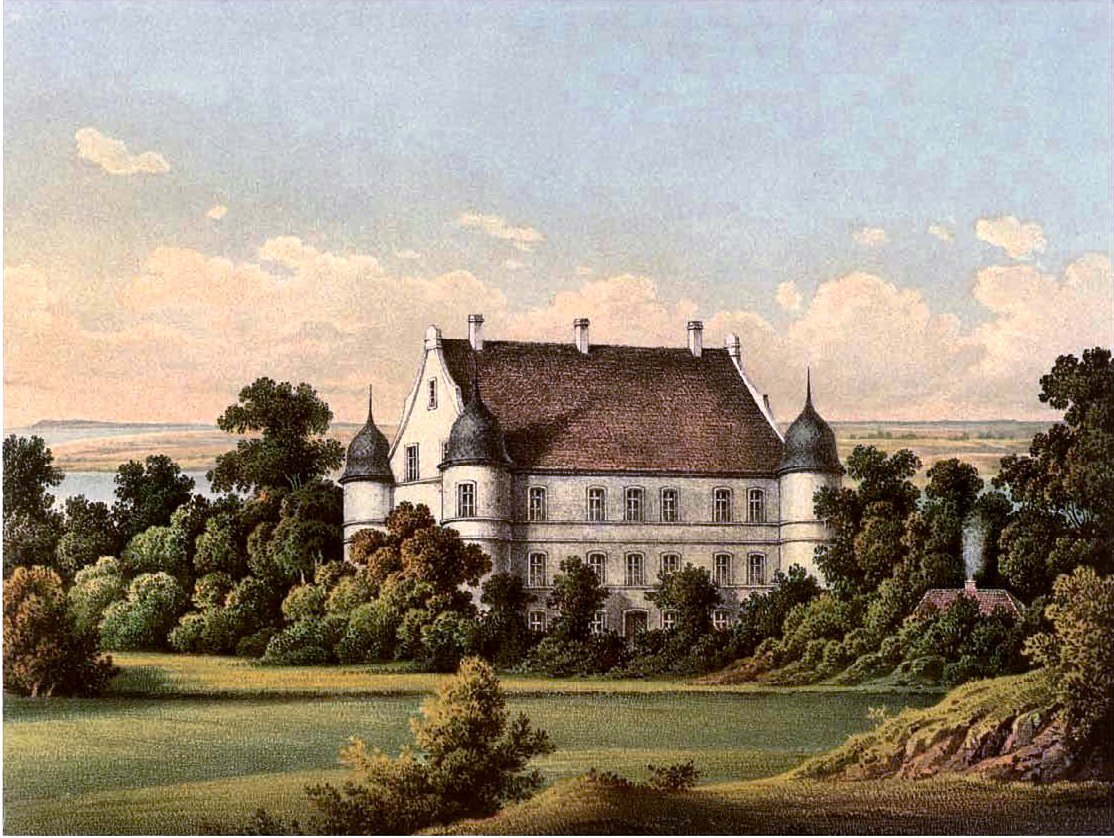
Schloss Spyker um 1860, Sammlung Alexander Duncker

Gut und Schloss Spyker (früher auch andere Schreibweisen wie "Spycker", "Spicker") liegen in der Gemarkung der Gemeinde Glowe im Landkreis Vorpommern-Rügen in Mecklenburg-Vorpommern. Schloss Spyker gilt als ältester Profanbau der Ostseeinsel.
Erstmals erwähnt wurde Spyker 1318. Es gehörte damals der Stralsunder Patrizierfamilie von Külpen. 1344 heiratete eine Tochter aus dem Hause von Külpen in die Familie von Jasmund ein. So wurde der spykersche Zweig derer von Jasmund begründet, der 1648 ausstarb.
Das Schloss ist ein rechteckiger, dreigeschossiger verputzter Backsteinbau aus dem 16. Jahrhundert. Auffallend sind die vier runden Ecktürme, die das Gebäude heute noch burgartig aussehen lassen.
Als ein Ergebnis des Dreißigjährigen Krieges fiel Pommern, und damit auch Rügen, durch den Westfälischen Frieden 1648 an Schweden. Als Dank für seine Kriegsverdienste belehnte Königin Christine von Schweden 1649 den schwedischen Reichsadmiral und -marschall und späteren Generalgouverneur von Schwedisch-Pommern, Carl Gustav Wrangel, mit dem nun freigewordenen Besitz von Spyker. Die ursprünglich mit einem Wehrgraben umgebene Burg wurde ab 1650 zum Renaissanceschloss umgestaltet und mit einem Putz in dem für Rügen untypischen schwedischen Falunrot versehen. In der Beletage wurden um 1652 die im baltischen Raum einmaligen vollplastischen Stuckdecken angebracht.
Nach dem Tod von Carl Gustav Wrangel im Schloss Spyker ging der Besitz 1676 an seine Tochter Eleonora Sophia, Gemahlin des Herrn zu Putbus. 1687 starb Eleonora Sophia, und der Besitz ging an das schwedische Geschlecht der Brahe, mit dem ihre ältere Schwester durch Heirat verbunden war. Nach der Besetzung durch die napoleonischen Truppen 1806/07 wurde Spyker vorübergehend Sitz des französischen Gouverneurs für Rügen. 1815 kam das bis dahin schwedische Rügen zu Preußen. Magnus Fredrik Brahe verkaufte im Jahr 1817 Spyker, und es kam in den Besitz des Fürsten Wilhelm Malte I. zu Putbus.

## Restaurierung
Bis zur Bodenreform in der sowjetischen Besatzungszone im Jahr 1945 blieb das Gut im Besitz derer von Putbus. In den folgenden Jahren war das Schloss dem Verfall preisgegeben. Von den 1960er Jahren bis 1989 wurde im Schloss ein Ferienheim des FDGB betrieben.
Von 1965 bis 1968 wurde das Schloss auf Betreiben der Schweriner Denkmalpflege umfassend renoviert. Dabei erneuerte man wesentliche Bauteile wie die hölzernen Zwischendecken- und die Fachwerkinnenwände sowie die hölzerne Wendeltreppe in Beton. Die kostbaren Stuckdecken – „die vier Jahreszeiten“, „die vier Elemente“ und die „Pfauendecke“ – im Obergeschoss wurde dafür vorübergehend abgenommen und später an teilweise neuen Stellen wieder angebracht. Zwei handgeschnitzte Eichentüren im Erdgeschoss wurden aufwendig instand gesetzt.
Seit 1990 wird das Schloss als Hotel genutzt, und 1995 wurde es nach historischen Vorlagen restauriert. Das Hotel bietet 32 Gästezimmer.
Im März 2006 wechselten das Schloss und das etwa 67.000 Quadratmeter große Grundstück bei einer Zwangsversteigerung den Besitzer. Käufer war der Architekt Dominik von Böttinger, der das Schloss neben dem Hotel- und Gaststättenbetrieb in ein Kulturzentrum mit Ausstellungen, Konzerten, Lesungen und Skulpturenpark umwandeln will. Im Sommer findet wöchentlich ein Schlossmarkt statt.